# Лінда Бак
Лі́нда Бак (англ. Linda B. Buck; нар. 29 січня 1947, Сіетл, Вашингтон) — американська біологиня, лауреатка Нобелівської премії з фізіології або медицини (2004) за дослідження «нюхових рецепторів і організації системи органів нюху». За допомогою методу, розробленому лабораторією Лінди Бак, було показано, що нюхова система використовує комбінаторну схему кодування запахів. Випускниця Вашингтонського університету, в якому ж і викладає, починаючи з 2003 року.

## Біографія
Народилася 29 січня 1947 в Сіетлі (Вашингтон). Навчалася у Вашингтонському університеті на факультеті фізіології та мікробіології. Закінчила його в 1975, отримавши ступінь бакалавра з мікробіології. Згодом переїхала до Далласу, де в 1980 отримала ступінь доктора філософії з імунології в Техаському університеті.
З 1980 до 1984 працювала в Колумбійському університеті (Нью-Йорк), де познайомилася Річардом Екселем.
1991 Бак стала доцентом кафедри нейробіології в Гарвардській медичній школі, де створила власну лабораторію.
У 2003 введена до складу Національної академії наук.
Наразі працює на факультеті Центру дослідження раку Фреда Хатчінсона в Сіетлі та обіймає посаду професора кафедри фізіології та біофізики університету Вашингтона. 
Лабораторія Лінди Бак досліджує, як аромати й феромони, виявлені рецепторами в носовій частині, трансформуються та інтерпретуються мозком. Вона та її колеги також досліджують механізми старіння і збільшення тривалості життя.

## Наукова діяльність
Разом з Річардом Екселем у 1991 році Лінда Бак відкрила близько тисячі генів запаху (це 3% від нашого геному), кожен з яких відповідає за створення одного певного типу запахового рецептора. Ці рецептори розташовані на поверхні запахових клітин, якими вкрита внутрішня поверхня носа. 
Вчені встановили, що на кожній запаховій клітині міститься лише один тип рецептора, який здатен виявити кілька різних запахових частинок. Вони також дійшли висновку, що враження від запаху складається загалом з багатьох різних чинників, тому в нашому мозку повинне створюватися щось на зразок «запахового еталону». Він дозволяє нам розпізнавати понад десять тисяч різних запахів. Американці у подробицях описали, що ж відбувається на шляху з носа до мозку.
Для дослідів Бак використала комбінацію молекулярних і генетичних інструментів. Спочатку було визначено низку рецепторів на молекулярному рівні, а потім досліджувався зв'язок рецепторів з мозком. Результати досліджень пояснюють, як може 1000 рецепторів розрізняти десятки тисяч різноманітних ароматів.
Бак та її колеги показали також, що навіть невеликі зміни в хімічній структурі одоранту призводять до активізації різних комбінацій рецепторів. Саме тому запах октанолу навіває думки про цитрусові аромати, а запах подібної сполуки, октанової кислоти, скоріше нагадує запах поту.

## Відзнаки та нагороди
1992 - Премія Такасаго за дослідження нюху;
1996 - Наукова премія Unilever;
1996 - Премія R.H. Wright за дослідження нюху;
1997 - Премія Lewis S. Rosenstiel за визначну роботу в основних медичних дослідженнях;
2003 - Премія неврології Perl / UNC за Відкриття родини нюхових рецепторних білків;
2003 - Міжнародна премія Фонду Гайднера.
2004 - лауреатка Нобелівської премії з фізіології або медицини.